# Szczepan Kończal
Szczepan Kończal est un pianiste polonais, né en 1985 à Katowice. 

## Éducation
Szczepan Kończal a étudié le piano au Conservatoire National Supérieur de Musique Szymanowski de Katowice chez le professeur Józef Stompel. Il a eu son prix avec les félicitations du jury en 2009, avec la médaille Primus Inter Pares (la plus grande distinction de cette école supérieure). Avant, il était élève du Conservatoire de Musique Moniuszko et du Conservatoire de Musique Szymanowski de Katowice. 
Ayant participé aux plusieurs master classes, il a travaillé avec les professeurs: Dang Thai Son, Peter Donohoe (musicien), Alexander Korsantia, Viktor Merjanov, John Perry, Lee Kum Sing, Bernard Ringeissen, Joan Havill, Andrzej Jasiński, Krystian Zimerman.

## Prix
Szczepan Kończal a été lauréat de plusieurs concours internationaux de piano, dont trois sont membres de la Fédération Mondiale des Concours internationaux de musique (FMCIM). Il a gagné les concours à Milan (Concours international de piano Spazio Teatro en Italie, 2010, Ier prix et le prix spécial), à Laurignano (Concours International de Piano Luciano Luciani, 2011) et à Timişoara (Concours International du Piano Ella Philipp, en 2011). Lors d’autres concours de piano, il a été lauréat: du IIIe prix  au IVe Concours International de Piano à Tbilissi (FMCIM, Georgie, 2009), du VIe prix au XIe Concours international de piano UNISA à Pretoria (FMCIM, Afrique du Sud, 2008)  – Kończal a été le premier lauréat polonais de ce concours, du Ve prix et du prix spécial au XVIe Concours International de Piano Vianna da Motta à Lisbonne (FMCIM, Portugal, 2007), du IIIe prix au IIIe Concours international de piano à Campillos (Espagne, 2009), du IIe prix et de deux prix spéciaux au IXe Concours international Grieg à Oslo (Norvège, 2008), du IIe prix au Concours international à Takasaki (Japon, 2001). Il a participé à la finale du Concours international de piano à Tallin (il a obtenu le prix de distinction, Estonie, 2006) et à la demi-finale du XVe Concours international de piano Frédéric-Chopin à Varsovie (FMCMI, 2005). Trois fois dans sa carrière, Szczepan Kończal a été lauréat du Concours national de piano Chopin à Varsovie (2003 – IVe prix, 2004 – IIe prix et 2005 – IVe prix). Avant, il avait gagné plusieurs concours pour les jeunes pianistes en Pologne.

## Concerts
Szczepan Kończal a joué dans la plupart de salles de concert en Pologne, ainsi qu’au Canada, en Afrique du Sud, au Japon, au Kirghizistan, en Espagne, en Italie, au Portugal, en Allemagne, en Belgique, en Norvège, en Tchéquie, en Géorgie, en Estonie, en Angleterre, en Lituanie, en Ukraine et en Slovaquie. 
Szczepan Kończal a participé aux festivals de musique, entre autres: au IIe Festival de Piano Rubinstein à Łódź (Pologne, 2011), au LXème Festival international de musique Chopin à Duszniki Zdrój (Pologne, 2005), au Ier Festival de Varsovie Chopin de la Orchestre Philharmonique Nationale de Varsovie (Pologne, 2005), au XXIXe Festival polonais de piano à Słupsk (2005), au IXe Festival polonais "Gwiazdy Promują" à Jelenia Góra (2002), au Festival Les Célébrations du Nouvel An à Tbilissi (Georgie, 2010), au XIVe Festival Kuressaare Kammermuusika Päevad (Estonie, 2008), au Festival La Grande Musica a Maso Spilzi à Folgaria (Italie, 2010). Il a joué aussi pendant des séries de concert: Premiar a Excelência à Oeiras (Portugal, 2009), à Université du Bosphore à Istanbul (Turquie, 2009), Serate Musicali et Rassegna Musicali à Milan (Italie, 2010). En 2010 et 2011 Szczepan Kończal a fait une tournée en Angleterre (juin 2010 et septembre 2011).
En tant que soliste, il a joué sous la baguette de chefs-d’orchestre: Antoni Wit, Tadeusz Strugała, Jerzy Swoboda, Michał Klauza, Paweł Przytocki, Marcin Nałęcz-Niesiołowski, Szymon Bywalec, Michał Dworzyński, Andres Mustonen, Arjan Tien, Mitsuyoshi Oikawa, Per Sigmund Thorp, Heiko Mathias Förster, Jüri Alperten, Peter Csaba. 
Szczepan Kończal est passé sur scène avec les ensembles comme: Sinfonia Varsovia, 
Orchestre de l’Académie de Beethoven, Orchestre de Chambre de l’Afrique du Sud, Orchestre Symphonique Présidential de Turquie, Orchestre Symphonique National d’Estonie et Orchestre de la Fondation Gulbenkian.

## Bourses
Les succès de Szczepan Kończal ont été appréciés par le Premier ministre polonais (bourse pour les meilleurs élèves, 2002), par le Ministre de la Culture (bourses pour les meilleurs élèves et étudiants des écoles artistiques en 1998, 2002, 2005, 2006, 2007 et 2008). Il a reçu également les bourses Jeune Pologne (2010), de la Fondation Hugo Kołłątaj (2003) et du Fonds Polonais pour les Enfants (entre 1998 et 2004)